# 艾德里安·利柏
艾德里安·利柏（英語：Adrian Leaper，1953年—)是英國指揮家。畢業於皇家音樂學院，完成學業後，擔任愛樂管弦樂團法國號首席。1994年至2001年期間，為大加那利愛樂樂團（Orquesta Filarmónica de Gran Canaria）首席指揮，之後擔任马德里RTVE交響樂團指揮，迄2010年止。
利柏多數的作品都在拿索斯唱片發行。其所合作的對象包括倫敦四支重要樂團，莫斯科、維也納、布拉格等城市的管弦樂團，以及世界各地的其他演藝團體。

## 外部連結
- 艾德里安·利柏的Discogs页面（英文）
- 拿索斯唱片的藝人介紹（页面存档备份，存于）
- 生平介紹